# مكبس تخريم
مكبس التخريم هو نوع من المكابس المستخدمة لتخريم المواد. يمكن أن يكون صغيرًا ويُشغل يدويًا يحمل مجموعة إسطمبات صاج بسيطة، أو أن يكون كبيرًا يُشغل باستخدام الحاسوب ذو برج متعدد المحطات ويحتوي على مجموعة قوالب أكبر وأكثر تعقيدًا.